# Frostempfindlichkeit
Die Frostempfindlichkeit beschreibt die Eigenschaft eines Bodens oder Baustoffs, durch die Einwirkung von Frost Schaden zu nehmen. Besonders in Böden entsprechender Zusammensetzung (Feinkornanteil, Kornverteilung, Mineralart) kann es bei Zutritt von Wasser und anschließendem Frost zur Bildung von Eislinsen und Eisschichten kommen. Dieser Effekt ist bei der Anlage von Straßen- und Wegebefestigungen unerwünscht, da es infolge der Eislinsenbildung zu Hebungen kommt und auf diesem Weg der Straßenkörper beschädigt wird. 

## Frostempfindlichkeitsklassen
Aus diesem Grund werden Bodengruppen hinsichtlich ihrer Frostempfindlichkeit in drei Klassen eingeteilt. Das zugrundeliegende Regelwerk sind die Zusätzlichen Technischen Vertragsbedingungen und Richtlinien für Erdarbeiten (ZTVE).
| Klasse | Frostempfindlichkeit               | Bodengruppe nach DIN 18196                 | Bodenbezeichnung                                                                              |
| ------ | ---------------------------------- | ------------------------------------------ | --------------------------------------------------------------------------------------------- |
| F1     | nicht frostempfindlich             | GW, GI, GE, SW, SI, SE                     | grobkörnige Böden: Sande und Kiese                                                            |
| F2     | gering bis mittel frostempfindlich | TA, OT, OH, OK, (ST, GT, SU, GU)1          | ausgeprägt plastische Tone, organogene Böden, (gemischtkörnige Böden)                         |
| F3     | sehr frostempfindlich              | TL, TM, UL, UM, UA, OU, ST*, GT*, SU*, GU* | sonstige feinkörnige Böden: Tone und Schluffe, gemischtkörnige Böden mit hohem Feinkornanteil |

1gehören zu F1, wenn Korngröße < 0,063 mm von 5,0 Gew.-% bei Ungleichförmigkeitszahl ≥ 15,0 oder 15,0 Gew.-% bei Ungleichförmigkeitszahl ≤ 6,0

## Normen und Standards
- Zusätzliche Technische Vertragsbedingungen und Richtlinien für Erdarbeiten im Straßenbau (ZTVE-StB)